# Pellacalyx symphiodiscus
Pellacalyx symphiodiscus är en tvåhjärtbladig växtart som beskrevs av Otto Stapf. Pellacalyx symphiodiscus ingår i släktet Pellacalyx, och familjen Rhizophoraceae. Inga underarter finns listade i Catalogue of Life.